# Oppidum Batavorum
Oppidum Batavorum, ("stad/vesting van/voor de Bataven") was, naar algemeen wordt aangenomen, een nederzetting aan de buitengrens (limes) van het Romeinse Rijk, in de noordwestelijke provincie Germania Inferior. De plek waar deze nederzetting lag is tegenwoordig een deel van het centrum van Nijmegen. Oppidum Batavorum moet hier iets voor het begin van de christelijke jaartelling door de Romeinen zelf zijn gesticht.
Na de Bataafse Opstand van 69 n.Chr werd de nederzetting door Julius Civilis in brand gestoken en vernietigd. Ongeveer dertig jaar later zou, iets westelijker, de Romeinse stad Ulpia Noviomagus Batavorum verrijzen.

## Oudste documentatie
De vroegste overgeleverde gedetailleerde tekst over al deze gebieden is de Historiae van de Romeinse geschiedschrijver Tacitus. Deze tekst meldt ook de verwoesting door Julius Civilis.
Vermoedelijk dezelfde nederzetting wordt genoemd als Batavodurum ("versterkte stad van de Bataven").  Of deze laatste twee benamingen inderdaad dezelfde nederzetting aanduiden, is niet helemaal zeker. Alleen de Griekse schrijver Claudius Ptolemaeus benoemt Batavodurum duidelijk als stad (πόλις). Tacitus gebruikt de namen Batavodurum en Oppidum Batavorum kort na elkaar wanneer hij het heeft over het einde van de Bataafse Opstand. Hij duidt hier dus kennelijk alleen op de eerdere nederzetting. In De origine et situ Germanorum zegt Tacitus verder dat de Bataven de insula Batavorum (het eiland van de Bataven) bewonen. Deze term gebruikt hij ook in zijn werk Annales.

## Ligging
De plek waar Oppidum Batavorum lag, lijkt (onder meer volgens Mathé Daniëls) grosso modo overeen te komen met het gebied vanaf het Valkhof tot aan het keizer Traianusplein, of net ten oosten van dit plein (hier lijkt in de Romeinse tijd een gracht te zijn geweest), tot Mariënburg en in het westen tot aan de Korte Nieuwstraat. Deze locatie was vermoedelijk door de Romeinen doelbewust uitgekozen omdat het strategisch lag ingeklemd tussen de plek in het westen waar enige tijd later Ulpia Noviomagus zou verrijzen (tegenwoordig ligt hier het Waterkwartier), terwijl in het oosten de Romeinse castra (legerkampen) op de Hunnerberg en het Kopse Plateau lagen.

## Geschiedenis

### 16 v. Chr. - 10 n. Chr.
De oudste teruggevonden resten van Romeinse aanwezigheid in dit gebied hoorden bij een groot legerkamp (castrum) op de Hunnerberg, dat moet dateren uit het jaar 16 of 15 v.Chr.. Hier waren toen twee Romeinse legioenen gehuisvest, die in totaal uit zo'n 12.000 man bestonden. Dit castrum  werd na een paar jaar vervangen door een commandocentrale op het Kops Plateau. Er is geopperd dat veldheer Drusus hier kort voor zijn dood nog heeft verbleven, maar concreet bewijs hiervoor ontbreekt.
Rond of iets voor 10 v.Chr. moet Oppidum Batavorum zijn gesticht; op basis van teruggevonden Romeinse muntstukken is men tot deze datering gekomen. Ook is de teruggevonden Romeinse legerplaats rond dit jaar gedateerd, deze had een oppervlak van 3,5 hectare. Eromheen lagen twee grachten en een omwalling van hout en aarde.
Het wordt voor goed mogelijk gehouden dat het eerste Romeinse legerkamp en de nederzetting tegelijkertijd zijn verrezen. De Romeinen wilden met het stichten van Oppidum Batavorum vooral beter de controle houden over de plaatselijk aanwezige Batavenstammen. Deze Bataven hadden hun eigenlijke stamgebied ca. 30 kilometer westelijker. De stichting van Oppidum Batavorum maakte wellicht in breder verband deel uit van het Romeinse project van de Civitas Batavorum, waarbij de Romeinen hun eigen bestuurlijke regels oplegden aan de naburige Bataafse stammen. Dit deden de Romeinen,  behalve in de Maas-Rijn-regio, ook in een deel van wat nu Noord-Brabant is.
Omstreeks het jaar 9 na Christus, na de nederlaag van Varus tegen Arminius  tijdens de slag bij het Teutoburgerwoud, lijkt de legerplaats op het Kops Plateau grondig te zijn heropgebouwd en uitgebreid. De teruggevonden archeologische sporen wijzen op de tijdelijke aanwezigheid van Bataafse en andere Germaanse, alsook Gallische en Spaanse hulptroepen. Bij de zuidelijke ingang van de legerplaats moet een groot gebouwencomplex hebben gestaan, waar de ruiters en paarden verbleven. Buiten de oostelijke poort stond misschien nog een tweede complex, waarvan de meeste funderingssporen zijn verdwenen. Waar nu het Traianusplein ligt, moet zich nog een tweede kampement voor hulptroepen hebben bevonden dat in de periode 10-20 n.Chr. in gebruik was, meer specifiek tijdens de veldtochten onder Germanicus Julius Caesar (15-16 n.Chr.). Mogelijk verbleef ook een deel van de legioenen van het Kops Plateau in deze tijd hier. Archeologische sporen wijzen daarnaast nog op de aanwezigheid van soortgelijke versterkingen op de plek van de St. Canisiussingel en het Koningsplein.

### Bloeitijd van Oppidum Batavorum
Op grond van teruggevonden aardewerk (terra sigillata dat oorspronkelijk uit Italia kwam) en munten uit deze tijd heeft men geconcludeerd dat Oppidum Batavorum al vóór 10 v. Chr. moet zijn gesticht.  Tussen de jaren 10 en 69 n. Chr. ontwikkelde Oppidum Batavorum zich tot een nederzetting van Gallo-Romeinse handwerkslieden, handelaren, ambtenaren en magistraten  De oppervlakte van Oppidum Batavorum moet maximaal 20 hectare zijn geweest.  Er moeten zich eveneens Bataafse nederzettingen hebben bevonden ten noorden van de Waal, bij Lent en Oosterhout. Ook hier zijn vele vondsten uit de Romeinse tijd gedaan.
De beschikbare archeologische gegevens wijzen er tevens op dat de Bataven niet zozeer in of bij het 'Oppidum Batavorum' zelf woonden, maar in een netwerk van kleinere, agrarische nederzettingen. Hun leefgebied was aldus verspreid over een vrij groot gebied dat overeenkomt met de huidige Betuwe. Volgens archeoloog Willem Willems kan Batavorum hier dan ook nog het beste worden vertaald als "voor de Bataven". Het is anderzijds mogelijk dat Oppidum Batavorum bedoeld was voor Bataafse edellieden, die wellicht het Romeins burgerschap hadden gekregen. Zij stonden dan op hun beurt onder Romeins toezicht.
Tacitus heeft het (in zijn beschrijving van de Bataafse Opstand) ook nog over een eigen ruiterij die de Bataven in de civitas hadden, Ala Batavorum. Deze ruiterij zou in het midden van het Kops Plateau hebben gelegen. Rechtstreekse bewijzen hiervoor ontbreken echter.

### Einde (Bataafse Opstand)
Tijdens de Bataafse Opstand onder Julius Civilis in 69 n.Chr. (tijdens wat ook het "Vierkeizerjaar" genoemd) moet Oppidum Batavorum zijn vernietigd, samen met het Romeinse hoofdkwartier op het Kopse Plateau.  
In De origine et situ Germanorum zegt Tacitus dat de Bataven de insula Batavorum (het eiland van de Bataven) bewonen. Dezelfde term gebruikt hij in zijn werk Annales. Aangenomen mag worden dat Tacitus hiermee bedoelde dat de Bataven vooral woonden in een netwerk van kleinere, agrarische nederzettingen, verspreid over een vrij groot gebied (dat overeenkomt met de huidige Betuwe). Als daarbij de Oppidum Batavorum voor hen vooral een soort bestuurscentrum was, lijkt het op het eerste gezicht vreemde feit dat Julius Civilis zelf de Oppidum Batavorum in brand stak beter verklaarbaar; hij stak niet zijn eigen nederzetting in brand maar die van de Romeinen, die inmiddels zijn vijanden waren.

## Archeologisch onderzoek
De archeoloog  Jan Hendrik Holwerda (die zich enige tijd later ook als een van de eersten intensief zou bezighouden met het zoeken naar Dorestad) meende omstreeks 1915 op het Kops Plateau de door Tacitus genoemde plek gevonden te hebben, en zelfs het huis van Julius Civilis. Hoewel Holwerda's bevindingen op dit punt later onjuist zijn gebleken, was hoe dan ook vanaf dan duidelijk dat Nijmegen een archeologische toplocatie was. Later ging de Rijksdienst voor het Oudheidkundig Bodemonderzoek het Valkhof zien als een wat waarschijnlijkere locatie voor Oppidum Batavorum.

### Belangrijke vondsten
De resten van het – voor zover tot nu toe bekend – oudste stenen huis in Nederland zijn in 2005 eveneens hier in de omgeving gevonden: aan de St. Josephhof, op enkele kilometers ten westen van de Hunnerberg. Dit huis dateert naar schatting uit het jaar 40 en moet bij Oppidum Batavorum hebben gehoord.
Aan de Gerard Noodtstraat zijn eind 20e eeuw restanten van een tufstenen kelder gevonden, die wordt gedateerd omstreeks het midden van de 1e eeuw. Voordoen was men ervan uitgegaan dat tufsteen hier pas iets later in gebruik was gekomen. In deze zelfde straat is ook een bronzen ketel met ijzeren beslag van ongeveer een halve meter hoog uit deze tijd gevonden, waarin vermoedelijk familiemaaltijden werden bereid.  Belangrijk voor het in verder in kaart brengen van dit deel van de Romeinse geschiedenis van Nijmegen is vooral de zogenoemde Godenpijler. Keizer Tiberius moet in de periode 14-17 na Christus deze erezuil hier hebben laten neerzetten, ter herinnering aan een geslaagde strafexpeditie tegen de Germanen. In 1980 zijn hier resten van teruggevonden. De Maastrichtse stadsarcheoloog Titus Panhuysen dateerde deze teksten op 17 n.Chr., wat overeenkomt met het beëindigen van de campagnes van Germanicus tegen de Cherusken. Uit deze zuil (die tegenwoordig is te zien in het Rijksmuseum van Oudheden) en de vondsten op het Kopse Plateau kan worden geconcludeerd dat zich hier ter plekke inderdaad een belangrijke Romeinse commandocentrale heeft bevonden. 
De meeste archeologische vondsten uit deze tijd (zoals munten) hoorden bij de Romeinse kampementen.